# Naumachios
Naumachios – poeta, lekarz i filozof grecki, żyjący w II wieku n.e. Poszczególne heksametry jego wiersza gnomicznego, dotyczące obowiązków kobiety, zachowały się u Stobajosa (razem 73 wiersze).